# 田村多津夫
田村 多津夫（たむら たつお、本名：田村 稔（たむら みのる）、1932年1月31日 - 2019年11月13日）は、大阪府大阪市出身の日本の脚本家、構成作家。

## 人物
早稲田大学卒業後大学院に進み、飯島正に師事。日本のテレビ放送黎明期に、外国テレビ映画の翻訳のアルバイトなどを務めたのち、脚本家デビュー。
1960年代半ばから特撮・テレビアニメ・テレビドラマ・時代劇など多くの作品を執筆し活躍する。またそれと共に戯曲も多く手掛けた。
脚本家の弟子に富田祐弘がいる。
2019年11月13日、肺がんにより東京都内の自邸にて死去。87歳没。

## 主な参加作品

### テレビアニメ
- パーマン[3]
- ウメ星デンカ
- サザエさん
- アタックNo.1
- 赤き血のイレブン
- あしたのジョー
- ルパン三世
- 国松さまのお通りだい
- 赤胴鈴之助
- アストロガンガー
- エースをねらえ![4]
- ゲッターロボ[5]
- ゲッターロボG
- 一休さん
- UFOロボ グレンダイザー
- ドカベン
- 惑星ロボ ダンガードA[6]
- 野球狂の詩
- SF西遊記スタージンガー[7]
- 激走!ルーベンカイザー
- 魔女っ子チックル
- 釣りキチ三平
- 愛してナイト

### テレビドラマ
- チャンピオン太（1962年）
- 山峡の章（1972年）
- マドモアゼル通り（1972年）
- 女子高校生殺人事件（1974年）
- 歯止め（1976年）
- 吉宗評判記 暴れん坊将軍
- 大捜査線
- 江戸の用心棒
- 赤かぶ検事の逆転法廷

#### 特撮
- 忍者部隊月光
- 光速エスパー
- 快傑ライオン丸
- 愛の戦士レインボーマン
- 走れ!ケー100
- ダイヤモンド・アイ
- 5年3組魔法組
- メガロマン